# 30 tháng 4
Ngày 30 tháng 4 là ngày thứ 120 trong mỗi năm thường (thứ 121 trong mỗi năm nhuận). Còn 245 ngày nữa trong năm.

## Sự kiện
- 280 – Tôn Hạo mở cổng thành Kiến Nghiệp đầu hàng, Nhà Đông Ngô chính thức bị diệt vong, Tư Mã Viêm chấm dứt thời kỳ Tam Quốc, Nhà Tây Tấn thống nhất Trung Hoa.
- 313 – Hoàng đế Licinius đánh bại Maximinus II trong trận Tzirallum và thống nhất Đế quốc Đông La Mã.
- 502 – Lương vương Tiêu Diễn tức hoàng đế vị, khởi đầu triều Lương, sau đó giáng Nam Tề Hòa Đế Tiêu Bảo Dung làm Ba Lăng vương, tức ngày Bính Dần (8) tháng 4 năm Nhâm Ngọ.
- 932 – Mân vương Vương Diên Quân phục vị sau một thời gian làm đạo sĩ, tức ngày Giáp Thìn (22) tháng 3 năm Nhâm Thìn.
- 1492 – Tây Ban Nha ủy nhiệm việc thám hiểm cho Cristoforo Colombo.
- 1789 – Trên ban công Tòa nhà Liên bang trên Phố Wall tại thành phố New York, George Washington đọc lời tuyên thệ nhậm chức Tổng thống dân cử đầu tiên của Hoa Kỳ.
- 1803 – Hoa Kỳ mua lại Lãnh thổ Louisiana rộng lớn mà Pháp tuyên bố chủ quyền với giá 78 triệu Franc Pháp.
- 1812 – Lãnh thổ Orleans trở thành tiểu bang thứ 18 của Hoa Kỳ với tên Louisiana.
- 1888 – Ito Hirobumi trở thành chủ tịch đầu tiên của Xu mật viện Nhật Bản.
- 1904 – Chiến tranh Nga-Nhật: Trận sông Áp Lục bắt đầu.
- 1941 – Chiến tranh thế giới thứ hai: Trận Hy Lạp kết thúc với thắng lợi quyết định của phe Trục.
- 1945 – Adolf Hitler và Eva Braun cùng tự sát sau khi kết hôn chỉ được một ngày. Liên Xô cắm quốc kỳ trên nóc Tòa nhà quốc hội Đức.
- 1948 – Tổ chức các quốc gia châu Mỹ được hình thành tại Bogotá, Colombia.
- 1949 – Chiến tranh Đông Dương: Việt Minh quyết định kết thúc Chiến dịch Cao-Bắc-Lạng.
- 1975 – Sự kiện 30 tháng 4 năm 1975: Quân giải phóng miền Nam Việt Nam giành quyền kiểm soát Sài Gòn, Chiến tranh Việt Nam kết thúc với việc Tổng thống Việt Nam Cộng hòa Dương Văn Minh đầu hàng vô điều kiện Chính phủ Cách mạng lâm thời Cộng hòa miền Nam Việt Nam.
- 1993 – CERN tuyên bố rằng World Wide Web sẽ phục vụ miễn phí.
- 1999
  - Campuchia gia nhập Hiệp hội các quốc gia Đông Nam Á, nâng tổng số hội viên của tổ chức này lên 10.
  - Số hội viên NATO tăng lên khi Cộng hoà Séc, Hungary và Ba Lan chính thức gia nhập.
- 2009
  - 7 người thiệt mạng và 17 người bị thương trong vụ tấn công tại Apeldoorn, Hà Lan trong một nỗ lực nhằm ám sát Nữ vương Beatrix của Hà Lan.
  - Thảm sát Học viện Dầu mỏ Azerbaijan: 12 bị thiệt mạng trong cuộc tấn công của những phần tử vũ trang.
- 2013 – Nữ vương Beatrix của Hà Lan thoái vị, Willem-Alexander trở thành quân chủ mới của quốc gia.
- 2014 – 3 người chết và 79 người bị thương trong vụ khủng bố bằng dao và nổ bom tại khu chợ trời ở Urumqi, thủ phủ khu tự trị Tân Cương.
- 2019 – Nhật hoàng Akihito thoái vị.

## Sinh
- 1651 – Gioan La San, linh mục, nhà cải cách giáo dục người Pháp (m. 7/4/1719)
- 1662 – Mary II, nữ vương của Anh, Scotland và Ireland (m. 28/12/1694)
- 1777 – Carl Friedrich Gauß, nhà toán học, nhà vật lý và nhà thiên văn người Đức (m. 23/2/1855)
- 1803 – Nguyễn Phúc Chẩn, tước phong Thiệu Hóa Quận vương, hoàng tử con vua Gia Long (m. 26/10/1824).
- 1803 – Albrecht von Roon, Là một chính khách và quân nhân Phổ, đã trở thành Thống chế của quân đội Phổ (Đức) (m. 23/2/1879)
- 1870 – Franz Lehár, nhà soạn nhạc người Slovak-Áo (m. 24/10/1948)
- 1888 – Antonio Sant'Elia, kiến trúc sư người Ý (m. 10/10/1916)
- 1901 – Simon Kuznets, nhà kinh tế học người Ukraina-Mỹ, đoạt giải Nobel (m. 8/7/1985)
- 1902 – Theodore Schultz, nhà kinh tế học người Mỹ, đoạt giải Nobel (m. 26/2/1998)
- 1904 – Nhậm Bật Thời, nhà lãnh đạo quân sự và chính trị người Trung Quốc (m. 27/10/1950)
- 1909 – Juliana, Nữ hoàng Hà Lan từ năm 1948 đến năm 1980 (m. 20/3/2004)
- 1911 – Phùng Há, nữ diễn viên cải lương người Việt gốc Hoa, được phong tặng danh hiệu Nghệ sĩ Nhân dân năm 1984 (m. 5/7/2009)
- 1914 – Trần Hiệu, nhà hoạt động và chính trị gia người Việt Nam, Cục trưởng Tình báo đầu tiên của Việt Nam Dân chủ Cộng hòa, Đại tá Quân đội nhân dân Việt Nam. (m. 9/11/1997)
- 1916 – Claude Shannon, nhà toán học và kỹ sư người Mỹ (m. 24/2/2001)
- 1920 – Hoàng Cầm, Thượng tướng Quân đội nhân dân Việt Nam. (m. 19/8/2013)
- 1946 – Carl XVI Gustaf, quốc vương của Thụy Điển từ ngày 15 tháng 9 năm 1973
- 1948 – Robert Tarjan, nhà khoa học máy tính người Mỹ
- 1954 – Jane Campion, đạo diễn, nhà sản xuất, nhà biên kịch người New Zealand
- 1956 – Lars von Trier, đạo diễn và nhà biên kịch người Đan Mạch
- 1956 – Nguyễn Quang Lập, nhà văn, nhà biên kịch người Việt Nam
- 1958 – Lương Chi Mai, nhà khoa học máy tính người Việt Nam
- 1959 – Stephen Harper, Thủ tướng Canada
- 1961 – Franky Van der Elst, cầu thủ bóng đá và huấn luyện viên người Bỉ
- 1962 – Maehara Seiji, chính trị gia người Nhật Bản
- 1967 – Philipp Bedrosovich Kirkorov, ca sĩ người Bulgaria-Armenia-Nga
- 1972 – Tokiwa Takako, diễn viên người Nhật Bản
- 1973 – Akon, ca sĩ người Senegal-Mỹ
- 1981 – John O'Shea, cầu thủ bóng đá người Ireland
- 1982
  - Kirsten Dunst, diễn viên và ca sĩ người Mỹ
  - Drew Seeley,ca sĩ, vũ công, diễn viên người Canada-Mỹ
- 1985 – Ashley Alexandra Dupre, nhà bình luận, ca sĩ, gái gọi người Mỹ
- 1986 – Dianna Agron, diễn viên, ca sĩ, vũ công người Mỹ
- 1988 - Trịnh Thăng Bình, ca sĩ, nhạc sĩ, diễn viên, người dẫn chương trình Việt Nam
- 1989 – Wooyoung, ca sĩ, vũ công, diễn viên người Hàn Quốc (2PM)
- 1991
  - Travis Scott, ca sĩ Mỹ
  - Marc-André ter Stegen, cầu thủ bóng đá người Đức chơi ở vị trí thủ môn.
- 1992 - Phương Anh Đào, nữ diễn viên người Việt Nam
- 1996 - Hoàng Thị Hương Ly, Á hậu Du lịch Quốc tế 2021

## Mất
- 1030 – Mahmud của Ghazni, sultan của đế quốc Ghaznavid (s. 2/1/971)
- 1063 – Triệu Trinh, tức Tống Nhân Tông, hoàng đế của triều Tống, tức ngày Tân Mùi (29) tháng 3 năm Quý Mão (s. 12/5/1010)
- 1687 – Nguyễn Phúc Tần, tức chúa Hiền, chúa Nguyễn thứ tư của Đàng Trong (s. 18/7/1620).
- 1870 – Nguyễn Phúc Miên Thẩm, tước phong Tùng Thiện vương, hoàng tử thứ 10 con vua Minh Mạng và là thi sĩ triều Nguyễn (s. 11/12/1819).
- 1883 – Édouard Manet, họa sĩ người Pháp (s. 23/1/1832)
- 1915 – Charles Walter De Vis, nhà động vật học người Úc gốc Anh (s. 9/5/1829)
- 1945
  - Adolf Hitler, chính trị gia người Áo - Đức, Thủ tướng, nhà độc tài Đức (s. 20/4/1889)
  - Eva Braun, nhiếp ảnh gia người Đức, bạn gái lâu năm và là vợ của Adolf Hitler trong thời gian ngắn (s. 6/2/1912)
- 1960 – Nguyễn Lộc, võ sư người Việt Nam (s. 24/5/1912)
- 1975
  - Trần Văn Hai, Chuẩn tướng Quân lực Việt Nam Cộng hòa (s. 1/1925)
  - Phạm Văn Phú, Thiếu tướng Quân lực Việt Nam Cộng hòa (s. 16/10/1928)
  - Lê Văn Hưng, Chuẩn tướng Quân lực Việt Nam Cộng hòa (s. 27/3/1933)
  - Lê Nguyên Vỹ, Chuẩn tướng Quân lực Việt Nam Cộng hòa (s. 22/8/1933)
- 1995 – Hoài Linh, nhạc sĩ người Việt Nam (s. 1920)
- 2000 – Poul Hartling, Thủ tướng Đan Mạch (s. 14/8/1914)
- 2009 – Nguyễn Văn Tuyên, nhạc sĩ người Việt Nam (s. 1909)
- 2011 – Saif al-Arab al-Gaddafi, sĩ quan người Libya (s. 1982)

## Những ngày lễ và ngày kỷ niệm
- Scandinavia – Xuân đến, Đêm Walpurgis
- Thuỵ Điển – Sinh nhật Vua Carl XVI Gustaf
- Hà Lan – Ngày Nữ vương
- Đế quốc La Mã – ngày thứ ba trong Floralia, lễ thờ phụng nữ thần Flora
- Đêm Bealtaine
- Việt Nam – Ngày lễ 30 tháng 4